# Кубок Лихтенштейна по футболу 2010/2011
Кубок Лихтенштейна 2010/2011 — шестьдесят шестой сезон ежегодного футбольного соревнования в Лихтенштейне. Победителем турнира в 14-й раз подряд и в 40-й раз в истории стал клуб «Вадуц», обыгравший в финале «Эшен-Маурен» со счётом 5:0. Победитель кубка квалифицировался во второй квалификационный раунд Лиги Европы УЕФА 2011/2012.

## Первый раунд
Матчи первого раунда прошли 17—18 августа 2010 года.
| Команда         | счёт | Команда       |
| --------------- | ---- | ------------- |
| Эшен-Маурен III | 5:1  | Тризенберг II |
| Вадуц Португиз  | 1:3  | Тризен II     |
| Бальцерс III    | 4:2  | Руггелль II   |
| Вадуц II        | 0:5  | Тризен        |
| Шан Аццурри     | 5:2  | Бальцерс II   |

## Второй раунд
Матчи второго раунда состоялись 14—15 сентября 2010 года
| Команда         | счёт | Команда                    |
| --------------- | ---- | -------------------------- |
| Шан Аццурри     | 1:2  | Руггелль (футбольный клуб) |
| Тризен II       | 1:4  | Бальцерс III               |
| Эшен-Маурен III | 1:4  | Тризен                     |
| Шан             | 0:1  | Тризенберг                 |

## 1/4 финала
В четвертьфиналах победители второго раунда встретились с полуфиналистами предыдущего розыгрыша кубка: командами «Вадуц», «Эшен-Маурен», «Бальцерс» и «Эшен-Маурен II».
| Команда                    | счёт | Команда     |
| -------------------------- | ---- | ----------- |
| Руггелль (футбольный клуб) | 1:8  | Вадуц       |
| Бальцерс III               | 0:6  | Эшен-Маурен |
| Тризен                     | 1:13 | Бальцерс    |
| Эшен-Маурен II             | 1:2  | Тризенберг  |

## 1/2 финала
Полуфиналы состоялись 5 и 12 апреля 2012 года.
| Команда     | счёт | Команда    |
| ----------- | ---- | ---------- |
| Вадуц       | 8:0  | Тризенберг |
| Эшен-Маурен | 2:1  | Бальцерс   |

## Финал
| 25 апреля 2011 года                                             | \| Вадуц \| 5:0 \| Эшен-Маурен \| \| 38′ Харрер · 52′ Сара · 64′ Швеглер · 73′ Арлан · 90+2′ Чикконе \| Голы \| \| | Райнпарк, Вадуц Зрителей: 2155 |
| Вадуц                                                           | 5:0 | Эшен-Маурен                    |
| 38′ Харрер · 52′ Сара · 64′ Швеглер · 73′ Арлан · 90+2′ Чикконе | Голы |                                |

| Победитель Кубка Лихтенштейна 2010—2011 |
| --------------------------------------- |
| Вадуц 40-й титул                        |